# Zeerecht

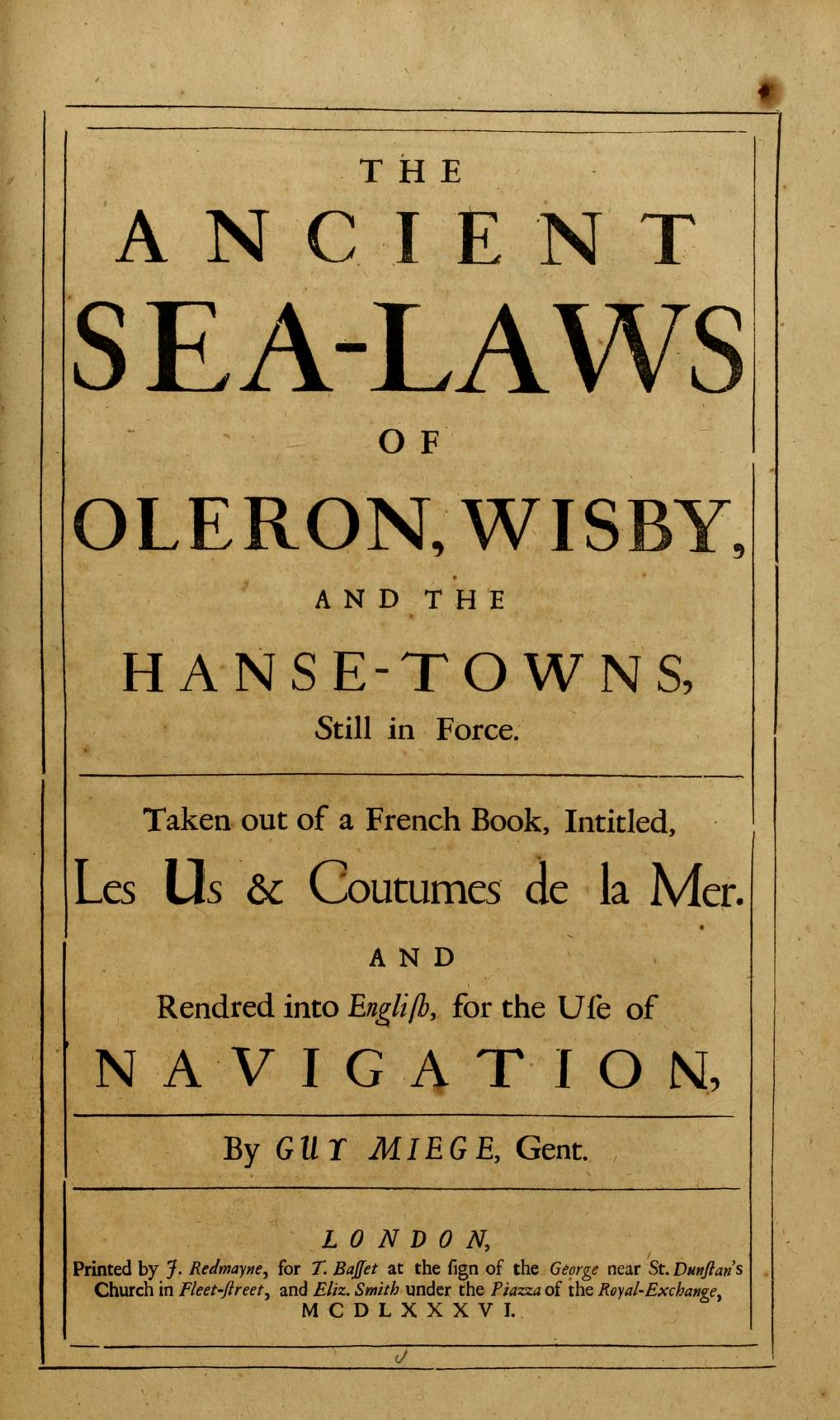
Historisch boek met verzameling zeerechtsregels: The ancient sea laws of Oleron, Wisby and the Hanse-towns, still in force, Guy Miège, Gent (1686) in drie delen: Navigatie, Zeehandelsrecht, Jurisdictie

Het zeerecht ofwel de maritieme regelgeving is in ruime zin het geheel van rechtsregelingen, internationale verdragen en gewoonterecht met betrekking tot het gebruik van de zee, tot de zeescheepvaart, het zeevervoer en de handel via zee, zowel van privaatrechtelijke als publiekrechtelijke aard. Rechtsregels en overeenkomsten betreffende de zeewateren en de handel via zee zijn er al sinds de oudheid, van China tot Griekenland, op internationaal niveau, geldend voor een internationale regio en op nationaal niveau. Het is afhankelijk van het grondgebied van een land waar een water zich bevindt, welk recht van toepassing is en per land verschillen de instanties waarbij een zaak aanhangig kan worden gemaakt. Het juridische begrip volle zee ziet op dat deel van de zeewateren, waar niet één enkel land jurisdictie heeft, maar de regels zijn bepaald door internationale verdragen of internationaal gewoonterecht. 
Er wordt onderscheid gemaakt tussen internationaal zeerecht of recht van de zee (Engels: law of the sea, Frans: droit de la mer) en maritiem recht of zeerecht zonder meer (Engels: maritime law of admirality law, Frans: droit maritime), het laatste ziet alleen op nationaal recht, het recht dat geldt op nationale wateren. In het publiekrechtelijk zeerecht is de vrijheid van de volle zee (Latijn: Mare Liberum), het recht van alle mogendheden ter wereld om vrijelijk gebruik te maken van de zee en haar natuurlijke hulpbronnen, van groot belang, alsook het recht van onschuldige doorvaart. De vrijheid is niet onbeperkt, er zijn verplichtingen, geboden en verboden in het internationaal recht, er mogen bijvoorbeeld geen atoomwapens op volle zee worden getest.

## Ontwikkeling internationale verdragen

### Verklaring van Parijs (1856)

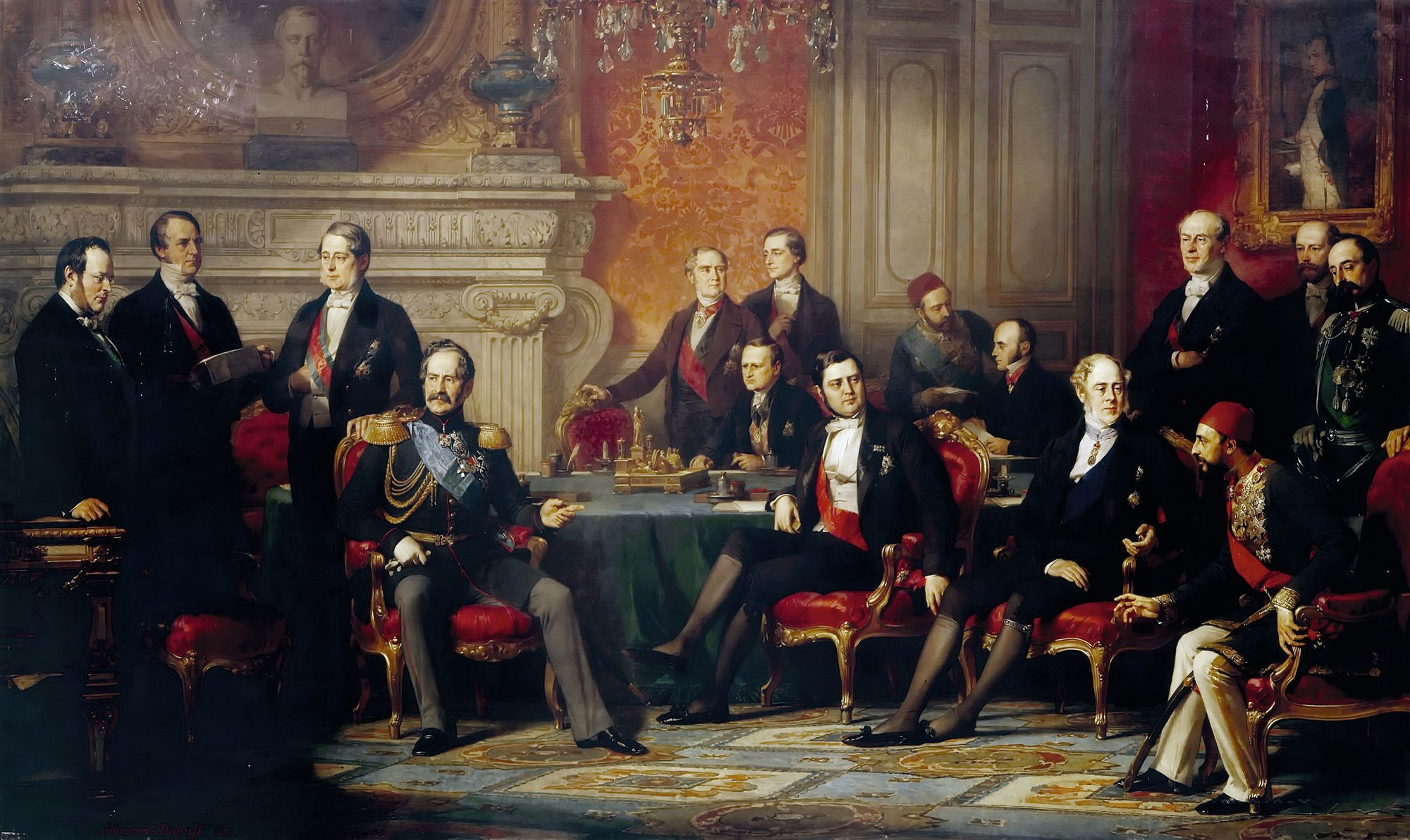
Diplomaten Vredesverdrag van Parijs, schilderij Congrès de Paris van Edouard Dubufe

In 1856 werd de Krimoorlog beëindigd door een afsprakenpakket tussen de oorlogsvoerende partijen, vastgelegd in het Vredesverdrag van Parijs. Wat betreft het zeerecht werd daar afgesproken dat de Zwarte Zee neutraal gebied zou zijn waar een verbod zou gelden voor oorlogsschepen en voor de bouw van verdedigingswerken. Dat betekende een keerpunt voor de Russische invloed in de regio. Daarna sloten de verdragspartijen, waaronder de drie grootste zeevarende naties van die tijd, het Verenigd Koninkrijk, Frankrijk (Napoleon III) en Rusland (Tsaar Nicolaas I), nog een overeenkomst betreffende het internationale oorlogszeerecht; de Verklaring van Parijs, ofwel de Verklaring houdende zekere bepalingen van het zeerecht in tijd van oorlog. Deze verklaring bevatte de unieke bepaling, dat landen die geen partij bij de overeenkomst waren, later konden toetreden. Deze juridische innovatie markeerde een nieuwe fase in de ontwikkeling van het internationale (maritieme) recht en een start van de globalisering van de regeling van maritieme geschillen.
Engeland, dat voor zichzelf als oorlogsvoerende partij altijd ruime bevoegdheden had geclaimd (belligerent rights), stemde ermee in zich door de Verklaring te laten beperken in enkele rechten. Dit was te danken aan de ontwikkeling van het concept neutraliteit binnen het internationale oorlogsrecht. In de aanloop naar de Krimoorlog, met het vooruitzicht dat de Oostzee met haar belangrijke handelsroutes oorlogsgebied zou worden, probeerden landen die terzijde stonden hun handelsbelangen te beschermen door invoering van het vrij schip, vrij goed-beginsel. Daaronder werd verstaan dat de lading van een schip varende onder neutrale vlag niet in beslag mocht worden genomen door één van de oorlogvoerende partijen, ook al hoorde de lading toe aan een vijandig land. Engeland had hier wel oren naar om de neutrale landen te vriend te houden en stemde in met het beginsel voor zover het bij de lading niet om oorlogscontrabande ging.
De Verklaring van Parijs was kort maar krachtig en legde vier beginselen vast:
- Kaapvaart (privateering) is en blijft afgeschaft.
- De neutrale vlag dekt de vijandelijke lading, met uitzondering van oorlogscontrabande.
- Lading van een neutraal land, met uitzondering van oorlogscontrabande, kan, ook onder vijandelijke vlag varende, niet in beslag worden genomen.
- Blokkaden moeten, om bindend te zijn, effectief zijn, dat wil zeggen dat een leger sterk genoeg is om daadwerkelijk te verhinderen dat de kust kan worden bereikt.[2]

De Verklaring was opgesteld in het Frans, met een officiële Engelse vertaling, beide teksten werden door de verdragspartijen rondgestuurd naar andere mogendheden met de uitnodiging tot het verdrag toe te treden. Voor toetreders waren de bepalingen uit de Verklaring alleen bindend, wanneer ze geen overeenkomsten met andere mogendheden hadden gesloten of zouden sluiten, die met de Verklaring in strijd waren en waarin niet ook alle bepalingen van de Verklaring waren opgenomen.
De VS vonden het vooral van belang dat alle deelnemende landen zorgden voor een sterke marine, zodat elk land naar evenredigheid aan de handelsbelangen, een bijdrage kon leveren aan handhaving van de kaapvaart-regeling. De VS wilden voorts bescherming van alle private eigendom op zee, een voorstel dat bekend werd als het Marcy Amendment. Bij een landoorlog bestond een dergelijke bescherming van privaat eigendom al wel. Aanname van het Marcy amendement zou de Amerikaanse koopvaardijvloot beschermen tegen de Britse marine, mocht het tot een oorlog tussen de twee landen komen. Uiteindelijk werden 46 naties partij bij het verdrag, maar traden de VS formeel niet toe, de VS committeerden zich wel aan het tweede, derde en vierde punt van de Verklaring.

### Vredesconferenties van Den Haag (1899 en 1907)
In de loop van de tweede helft van de negentiende eeuw begon de term neutraliteit binnen het internationale recht steeds meer op de voorgrond te treden, terwijl van een algehele bescherming van privaat eigendom steeds minder sprake was.
In 1899 en 1907 werden tijdens de Vredesconferenties van Den Haag ook een reeks verdragen overeengekomen betreffende het recht op zee in geval van oorlog. Anders dan gebruikelijk bij een vredesconferentie, ging het om een vergadering in vredestijd, niet aan het einde van een oorlog. Hoofddoel van de conferenties was om overeenkomst te zoeken over ontwapening, waardoor militaire budgetten konden worden ingeperkt, tweede belangrijk doel was het verbeteren van humanitaire terughoudendheid in oorlogstijd. Op sommige punten lukte het de gedelegeerden internationaal geldende afspraken te formuleren en overeen te komen. Voor het internationale maritieme recht waren van de conferentie in 1899 twee verdragen direct van belang:
- Verdrag 1 - Betreffende de beslechting van internationale geschillen langs vreedzame weg. Dit voorzag in de oprichting van het Internationaal Hof van Arbitrage gevestigd in Den Haag.
- Verdrag 3 - Nopens den uitbreiding tot den zee-oorlog van de beginselen der conventie van Geneve van 22 augustus 1864. Dit voorzag er in dat de Conventie van Geneve voortaan niet alleen op land geldig was, maar ook op zee, wat raakte aan het door de VS naar voren gebrachte thema van bescherming van privaat eigendom.[1]

De tweede Vredesconferentie in 1907 greep veelal terug op de Verklaring van Parijs uit 1856. De volgende overeenkomsten zijn voor het zeerecht van belang, hierbij is vooral gewoonterecht gecodificeerd:
- Conventie VI: Verdrag nopens den rechtstoestand der vijandelijke handelsvaartuigen bij den aanvang der vijandelijkheden.
- Conventie VII: Verdrag nopens de verandering van handelsvaartuigen in oorlogsschepen.
- Conventie X: Verdrag voor de toepassing op den zeeoorlog der beginselen van het verdragvan Geneve.
- Conventie XI: Verdrag nopens zekere beperkingen van de uitoefening van het buitrecht in den zeeoorlog.
- Conventie XII: Verdrag omtrent de stichting van een Internationaal Prijzenhof, internationaal hoger beroep voor geschillen over buitgemaakt schepen of ladingen.[4]
- Conventie XIII: Verdrag nopens de rechten en verplichtingen der onzijdige mogendheden in geval van zeeoorlog.[1]

Het voor Nederland belangrijke thema van neutraliteit werd binnen het internationale recht vastgelegd. Het lukte niet een algehele bescherming van privaateigendom op zee te regelen. Wat betreft de kaapvaart werden afspraken gemaakt die dergelijke initiatieven van regels en kaders voorzagen, legaal en illegaal werden duidelijker van elkaar gescheiden.
De Eerste Wereldoorlog zette veel van het gedane werk echter in de wachtkamer aangezien alle partijen de oorlogsbelangen vóór lieten gaan boven de gemaakte afspraken.

### VN-Zeerechtsverdragen (UNCLOS)

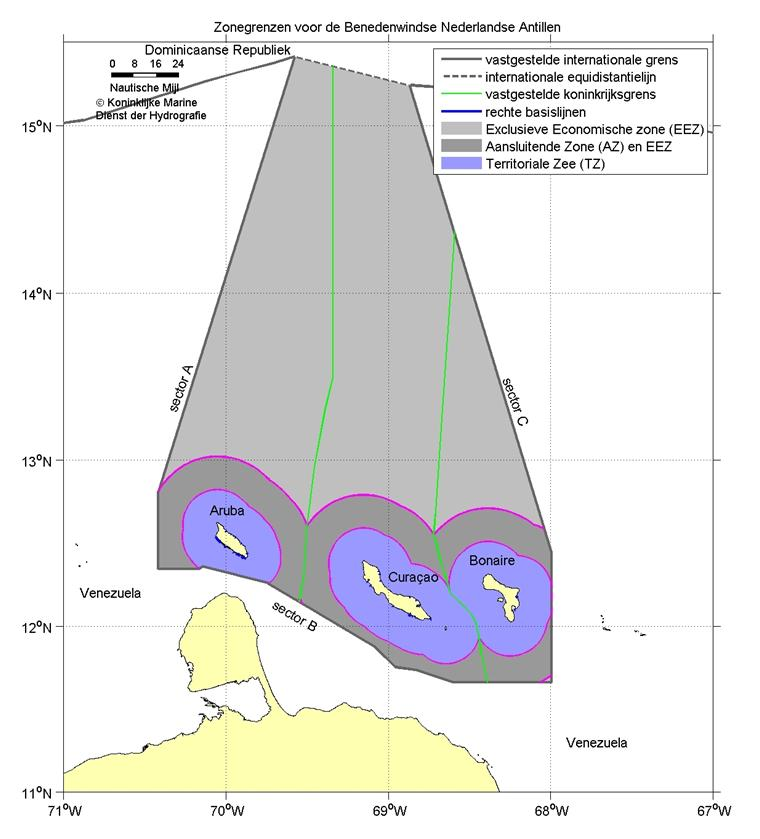
Zonegrenzen Aruba, Curaçao, Bonaire

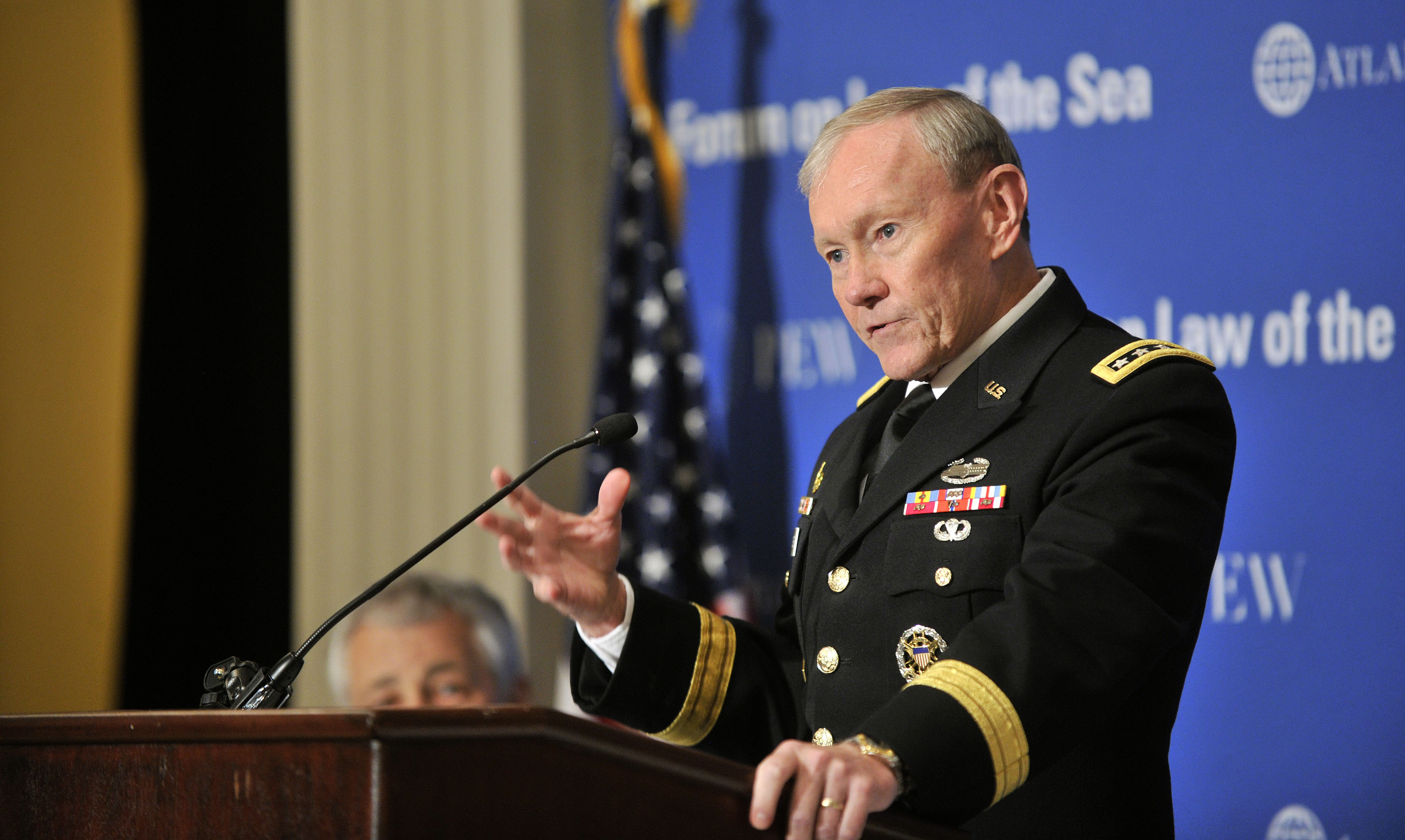
Generaal Martin E. Dempsey, voorzitter van de US Joint Chiefs of Staff, spreekt op het Forum on the Law of the Sea Convention, Washington, 9 mei 2012

Belangrijkste moderne internationale verdrag is het VN-zeerechtverdrag (UNCLOS) uit 1958, geratificeerd door 60 staten, met veranderingen voortvloeiend uit twee  opvolgende conventies waar door ruim 160 landen werd vergaderd en overlegd en nadere afspraken zijn gemaakt. De besprekingen die tot de tweede versie voerden werden van 1974 tot 1982 gehouden, de Verenigde Staten waren daar actief bij betrokken maar ratificeerden het Verdrag uiteindelijk niet. In de VS is een brede discussie gaande om het verdrag alsnog te ratificeren.
De Law of the Sea Convention trad in 1994 in werking en regelt de rechten en verplichtingen van de deelnemende staten op volle zee, het legt gewoonterecht vast, regelt de zones van territoriale wateren en aangrenzende zones waar landen bijzondere rechten hebben, de rechten en plichten van landen onder wiens vlag een schip vaart en er werden instanties opgericht om geschiillen te beslechten.
Om tot werkbare regelgeving te komen, zijn in het VN-zeerechtverdrag de taken verdeeld tussen de Internationale Maritieme Organisatie (IMO) en de Internationale Arbeidsorganisatie (ILO). De IMO is daarbij verantwoordelijk voor veiligheid, verontreiniging en beveiliging, terwijl de ILO de wetgeving met betrekking tot de leef- en arbeidsomstandigheden van scheepsbemanningen onder haar hoede heeft. Daarnaast is er binnen het privaatrechtelijk zeerecht ook een rol voor het Comité Maritime International (CMI), al is deze deels overgenomen door de vorming van de Juridische Commissie van de IMO in 1967.
In het VN-zeerechtverdrag worden de rechten aangegeven van kuststaten in hun maritieme rechtsgebieden (de territoriale wateren, de aansluitende zone en de exclusieve economische zone). Het is echter vooral de vlaggenstaat die regelgeving invoert en toeziet op de naleving daarvan.
Naast het verdragsrecht is er nog het oudere internationaal gewoonterecht. Dit gewoonterecht is onder meer van belang omdat de Verenigde Staten het VN-zeerechtverdrag niet hebben geratificeerd, maar zichzelf er wel grotendeels aan gebonden achten door het gewoonterecht dat er in is gecodificeerd.
Het privaatrechtelijk zeerecht betreft vooral het vervoer van personen en goederen overzee.

## België
In België is het zeerecht gecodificeerd in het Belgisch Scheepvaartwetboek. Dat is de opvolger van de Zeewet van 1879, die Boek II vormde van het Wetboek van Koophandel. Deze Zeewet was een herziening van de oorspronkelijke regeling in het Wetboek van Koophandel van 1807, die zelf berustte op de Ordonnance de la Marine uitgevaardigd door koning Lodewijk XIV in 1681.

## Nederland
Alle EU-landen hebben het VN-Zeerechtverdrag ondertekend.
Nederland heeft meerdere grenzen op zee die de maritieme zones afbakenen, waar Nederland bepaalde rechten en verplichtingen heeft. Bijvoorbeeld om bodemschatten te exploiteren of schepen en hun bemanning te controleren. Voor het Koninkrijk der Nederlanden zijn de maritieme zones in de Noordzee en de Caribische Zee van belang. Nederland heeft de eigen grenzen vastgelegd in de Wet grenzen Nederlandse territoriale zee. Als maritieme zones van nabij gelegen landen overlappen kunnen partijen daarover afspraken maken, zo niet, geldt het Zeerechtverdrag dat een lijn moet worden gebruikt op gelijke afstand van beide kusten, de equidistantielijn.
Eeuwenlang was het leveren van bescherming aan belangen op volle zee van een natie een van de belangrijkste taken van de marine. De laatste decennia echter is deze taak geleidelijk vervaagd, marines treden tegenwoordig voornamelijk in coalitieverband op.

## Organigram

Zones van de zeewateren